# Bahira
Bahira (arabe : بَحِيرَى), parfois aussi appelé Serge, est un moine chrétien arabe ou syriaque qui aurait, selon les traditions musulmanes reconnu le rôle prophétique de Mahomet. Son nom vient de bekhira, l'« élu » en araméen.
Sa figure est utilisée, dans le sens contraire, par les musulmans et par les chrétiens dans leurs apologétiques.

## Dans la tradition islamique

### Récit traditionnel
D'après la tradition musulmane, alors que Mahomet était enfant (entre 9 et 12 ans selon les versions), celui-ci aurait accompagné son oncle Abû Tâlib  en Syrie à Bosra dans un trajet caravanier mecquois à des fins commerciales. À Bosra, le campement des voyageurs aurait été près de l'ermitage de Bahira. Lorsque la caravane passa devant lui, il invita tous les commerçants à un repas. Ils acceptèrent l'invitation, mis à part Mahomet qui devait garder les chameaux mais Bahira insista pour qu'il se joigne à eux.
Après que celui-ci eut été cherché, Bahira le questionna et aurait découvert la « marque du prophète » entre les deux omoplates de Mahomet. Bahira aurait reconnu cette marque, dite « Sceau de la prophétie », à partir de descriptions présentes dans des manuscrits anciens. Ceux-ci aurait évoqué la venue d'un nouveau prophète reconnaissable à certains signes, comme un nuage qui suivait Mahomet, lui faisant ombrage pendant toute la durée de la journée.
Selon Ibn Ishaq, Abou Taleb serait alors rapidement rentré à La Mecque. Selon d'autres récits comme At-Tirmidhî, Bahira aurait présenté Mahomet à tous les Quraychites présents comme étant un prophète et leur aurait décrit les signes. Une tradition rapportée par Ibn Ishaq évoque une seconde rencontre de Mahomet avec un moine en Syrie avant son mariage avec Khadija, sans que le nom de celui-ci ne soit explicité.

### Analyse
La plus ancienne version de ce récit est celle d'Ibn Ishaq, mise par écrit par Ibn Hichâm au IXe siècle. Plusieurs recensions, comme celles de Ibn Sa'd al-Baghdadi et de Tabari, sont connues. Elles différent par des détails,. Pour les auteurs musulmans, ce récit de la rencontre avec Bahira s'inscrit dans une série d'évènements qui se seraient passés pendant l'enfance de Mahomet et qui annonceraient sa mission prophétique et l'authenticité de sa mission. Cet épisode possède une place particulière dans le récit de la sîra, puisqu'il clôt le récit de l'enfance de Mahomet.
Au-delà de son rôle explicatif vis-à-vis des autres récits de l'enfance, cet épisode met en avant deux caractères importants pour l'apologétique musulmane : l'idée d'une annonce de la venue de Mahomet par Jésus et la doctrine de la falsification des écritures, qui aurait fait disparaitre le nom de Mahomet de celles-ci.
Si cette figure est reconnue comme historique par les historiens musulmans du IXe siècle, des objections ont été soulevées et différents auteurs questionnent cette historicité. Ainsi, on peut voir dans l'âge de Mahomet une possible influence de la vie de Jésus, 12 ans étant aussi l'âge du premier évènement d'ordre surnaturel, sa discussion avec les docteurs. Pour Nöldeke, l'histoire de Bahira est une légende.